# Lupersat
Lupersat település Franciaországban, Creuse megyében. Lakosainak száma 291 fő (2022. január 1.). Lupersat Bussière-Nouvelle, Champagnat, Mainsat, Mautes, Sermur, Saint-Silvain-Bellegarde és La Villetelle községekkel határos.

## Népesség
A település népességének változása:
| Lakosok száma | 505  | 401  | 375  | 334  | 327  | 321  | 302  | 299  | 298  | 291  |
|               | 1968 | 1982 | 1990 | 2006 | 2013 | 2015 | 2017 | 2019 | 2020 | 2022 |